# 루 안토니오

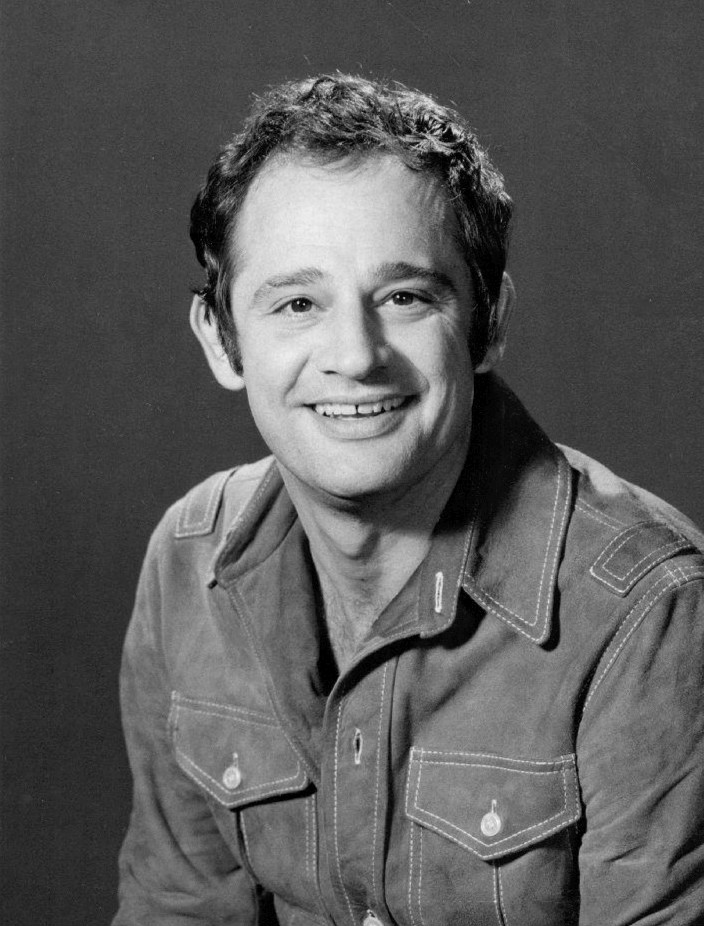

루 안토니오(Lou Antonio, 1934년 1월 23일 ~ )는 미국의 배우, 영화 감독, 텔레비전 배우, 영화 프로듀서이다.
오클라호마시티에서 태어났다.

## 방송
- 다크 스카이

## 영화
- 프랭키와 자니 결혼하다 (2003년)
- UC - 언더커버 (2001년)
- CSI 라스베가스 시즌1 (2000년)
- 겟 리얼 (1999년)
- 웨스트 윙 시즌1 (1999년)
- 도슨의 청춘일기 (1998년)
- 다크 스카이 (1996년)
- 시카고 메디컬 (1994년)
- 살인 본능 (1992년)
- 실종된 결혼 (1992년)
- 배반의 키스 (1991년)
- 정열의 여인 (1991년)
- 백주의 탈출 (1991년)
- 아프리카의 열풍 (1990년)
- 메이플라워 마담 (1987년)
- 부자 연습 (1987년)
- 13인의 만찬 (1985년)
- 우정과 사랑 (1984년)
- 하나를 위한 삼중주 (1984년)
- 고독한 중년 (1983년)
- 더 스틸러 앤 더 피츠버그 키드 (1981년)
- 조이에게 일어난 일 (1977, Something for Joey)
- 경찰 초년병 (1972년)
- 형사 맥밀란 (1971년)
- 솔 서바이버 (1970년)
- 수사관 맥클라우드 (1970년)
- 폭력 탈옥 (1967년)
- 하와이 (1966년)
- 제5전선 (1966년)
- FBI (1965년)
- 내 사랑 지니 (1965년)
- 도망자 (1963년)
- 아메리카 아메리카 (1963년)
- 딜론 보안관 (1955년)